# Lauro Rossi
Lauro Rossi (19. února 1810 Macerata – 5. května 1885 Cremona) byl italský dirigent, hudební skladatel a pedagog.

## Život
Lauro Rossi se narodil v Maceratě, ve střední Itálii. Mezi ním a skladatelem Luigi Rossim nejsou známy žádné příbuzenské vztahy. Studoval v Neapoli na Collegio di S. Sebastiano pod vedením Giovanni Furna, Niccolò Antonio Zingarelliho a Girolama Crescentiniho. V roce 1829 uvedl v divadle Teatro La Fenice svou první operu La contesse villane. V rychlém sledu následovala řada dalších oper. Největšího úspěchu dosáhl operou La casa disabitata, ovvero Don Eustachio di Campagna uvedenou ve Scale v roce 1834.
V roce 1835 opustil Itálii a odcestoval do Mexika, kde založil operní společnost se kterou cestoval po Mexiku a po Kubě. Oženil se s primadonou Isabellou Obermayerovou. Nicméně úspěch nebyl velký, společnost se rozpadla a Rossi se vrátil v roce 1843 zpět do Itálie. V letech 1850–1870 působil jako ředitel konzervatoře v Miláně a následujících 8 let v Neapoli. Giuseppe Verdi jej, jako jednoho z předních italských skladatelů, požádal o kompozici Agnus Dei (altové sólo) pro společnou zádušní mši za Rossiniho (Messa per Rossini).
Byl čestným členem několika akademií a získal řadu různých vyznamenání. V roce 1882 odešel do důchodu a žil v Cremoně. Tam také zemřel 5. května 1885. Jeho jméno nese divadlo v rodné Maceratě.

## Dílo

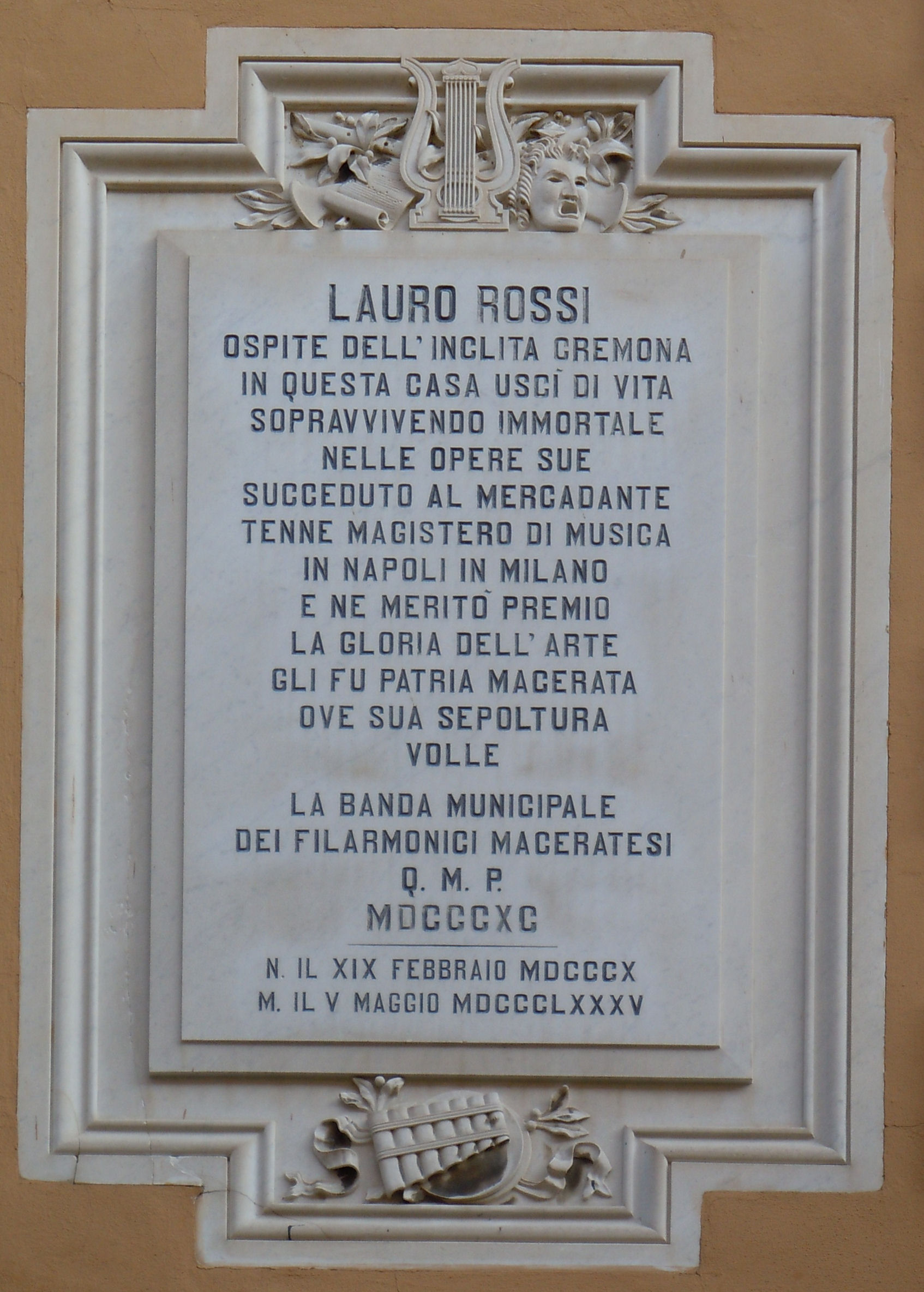
Pamětní deska v Cremonně

- La contesse villane (libreto Andrea Passaro, 1829 Neapol, Teatro La Fenice di Napoli)
- Costanza e Oringaldo (libreto Raffaele Fortini, 1830 Neapol, Teatro San Carlo, spolupráce Pietro Raimondi)
- La sposa al lotto (1831 Neapol, Teatro Mercadante)
- La casa in vendita, ovvero Il casino in campagna (libreto Vincenzo Torelli, 1831 Neapol, Teatro Mercadante)
- La scommessa di matrimonio (1831 Neapol, Teatro Nuovo)
- La contesse villane (1831 Neapol)
- Baldovino, tiranno di Spoleto (1832 Řím)
- Il maestro di scuola (1832 Řím)
- Il disertore svizzero, ovvero La nostalgia (libreto Felice Romani, 1832 Řím, Teatro Valle)
- Le fucine di Bergen (1833 Řím, Teatro Valle)
- La casa disabitata, ovvero Don Eustachio di Campagna (libreto Jacopo Ferretti, 1834 Milán, La Scala)
- Amelia, ovvero Otto anni di costanza (libreto Calisto Bassi, 1834 Neapol, Teatro San Carlo)
- Leocadia (1835 Milán, Teatro alla Cannobiana)
- Giovanna Shore (libreto Felice Romani, 1836 Mexiko)
- I falsi monetari (1844 Turín, přepracovaná verze opery La casa disabitata)
- Il borgomastro di Schiedam (1844 Milán, Teatro Re)
- Dottor Bobolo, ovvero La fiera (1845 Neapol, Teatro Nuovo)
- Cellini a Parigi (1845 Turín, Teatro d'Angennes)
- Azema di Granata, ovvero Gli abencerragi ed i zegrini (libreto Calisto Bassi, 1846 Milán, La Scala)
- La figlia di Figaro (1846 Vídeň, Theater am Kärntnertor)
- La contesse villane (1846 Turín)
- Bianca Contarini (1847 Milán, La Scala)
- Il domino nero (libreto Francesco Rubino, 1849 Milán, Teatro alla Cannobiana)
- Le sabine (1852 Milán, La Scala)
- L'alchimista (1853 Neapol, Teatro del Fondo)
- La sirena (1855 Milán, Teatro alla Cannobiana)
- La zingara rivale (1867 Turín)
- Il maestro e la cantante (1867 Turín)
- Gli artisti alla fiera (1868 Turín, Teatro Carignano)
- La contessa di Mons (libreto Marco D'Arienzo, 1874 Turín, Teatro Regio)
- Cleopatra (libreto Marco D'Arienzo, 1876 Turín, Teatro Regio)
- Biorn (1877 Londýn, Her Majesty’s Theatre)